# オクサナ・カザコワ
オクサナ・カザコワ（ロシア語: Окса́на Бори́совна Казако́ва、1975年4月8日 - ）は、ロシア出身の女性フィギュアスケート選手。1998年長野オリンピックペア金メダリスト。1996年欧州選手権優勝。パートナーはアルトゥール・ドミトリエフ、ドミトリー・スハノフなど。ロシア語読みでは「アクサーナ・カザコーヴァ」が近い。

## 経歴
旧ソビエト連邦のレニングラードに生まれ、4歳でスケートを始めた。ジュニア時代にはアンドレイ・モホフとペアを結成し、1991年世界ジュニア選手権にソビエト連邦代表として出場して4位になったが、ほどなくペアは解散する。ソビエト連邦崩壊後はロシア所属となった。
ロシア所属後にドミトリー・スハノフと新たにペアを結成し、1993年の世界選手権では15位、同年のNHK杯は4位となったものの解散。1994年にアルトゥール・ドミトリエフと新たにペアを結成した。
1995-1996年シーズンに創設されたばかりのISUグランプリシリーズ（当時の名称はISUチャンピオンシリーズ）に参戦。1996年欧州選手権では初出場ながら初優勝を飾った。翌1996-1997年シーズンにはISUグランプリシリーズのスケートアメリカおよびラリック杯で優勝。1997年ロシア選手権は4位に留まったため1997年欧州選手権へ出場することはなかったが、1997年世界選手権では初表彰台の3位となった。
長野オリンピックを控えた1997-1998年シーズン、ISUグランプリシリーズのスケートカナダで優勝したものの、NHK杯は途中棄権。ISUグランプリファイナル出場は絶望的かと思われたが、同じロシアのマリナ・エルツォワ&アンドレイ・ブシュコフ組が欠場したため繰り上がりで出場し3位となった。長野オリンピック選考となった1998年ロシア選手権では、マリナ・エルツォワ&アンドレイ・ブシュコフ組、エレーナ・ベレズナヤ&アントン・シハルリドゼ組に続く3位となりオリンピック出場を決めた。
自身初のオリンピックとなった長野オリンピックでは、ショートプログラムおよびフリースケーティングで1位となり金メダルを獲得した。オリンピック後にアマチュアを引退し、プロフィギュアスケーターに転向。チャンピオンズ・オン・アイスなどで活動を続けた。現在はフィギュアスケートコーチとしても活動している。

## 主な戦績
- 戦績はアルトゥール・ドミトリエフとのペア時。

| 大会/年            | 1994-95 | 1995-96 | 1996-97 | 1997-98 |
| ------------------ | ------- | ------- | ------- | ------- |
| オリンピック       |         |         |         | 1       |
| 世界選手権         |         | 5       | 3       |         |
| 欧州選手権         |         | 1       |         | 2       |
| ロシア選手権       |         | 3       | 4       | 3       |
| GPファイナル       |         |         | 2       | 3       |
| GPスケートアメリカ |         | 5       | 1       |         |
| GPスケートカナダ   |         |         |         | 1       |
| GPラリック杯       |         | 2       | 1       |         |
| GPロシア杯         |         |         | 3       |         |
| GPNHK杯            |         |         |         | 棄権    |
| GPボフロスト杯     | 2       |         |         |         |